# 長野県道482号大木浅田切線
長野県道482号大木浅田切線（ながのけんどう482ごう おおきあさだぎりせん）は、長野県佐久市を走る一般県道。

## 概要

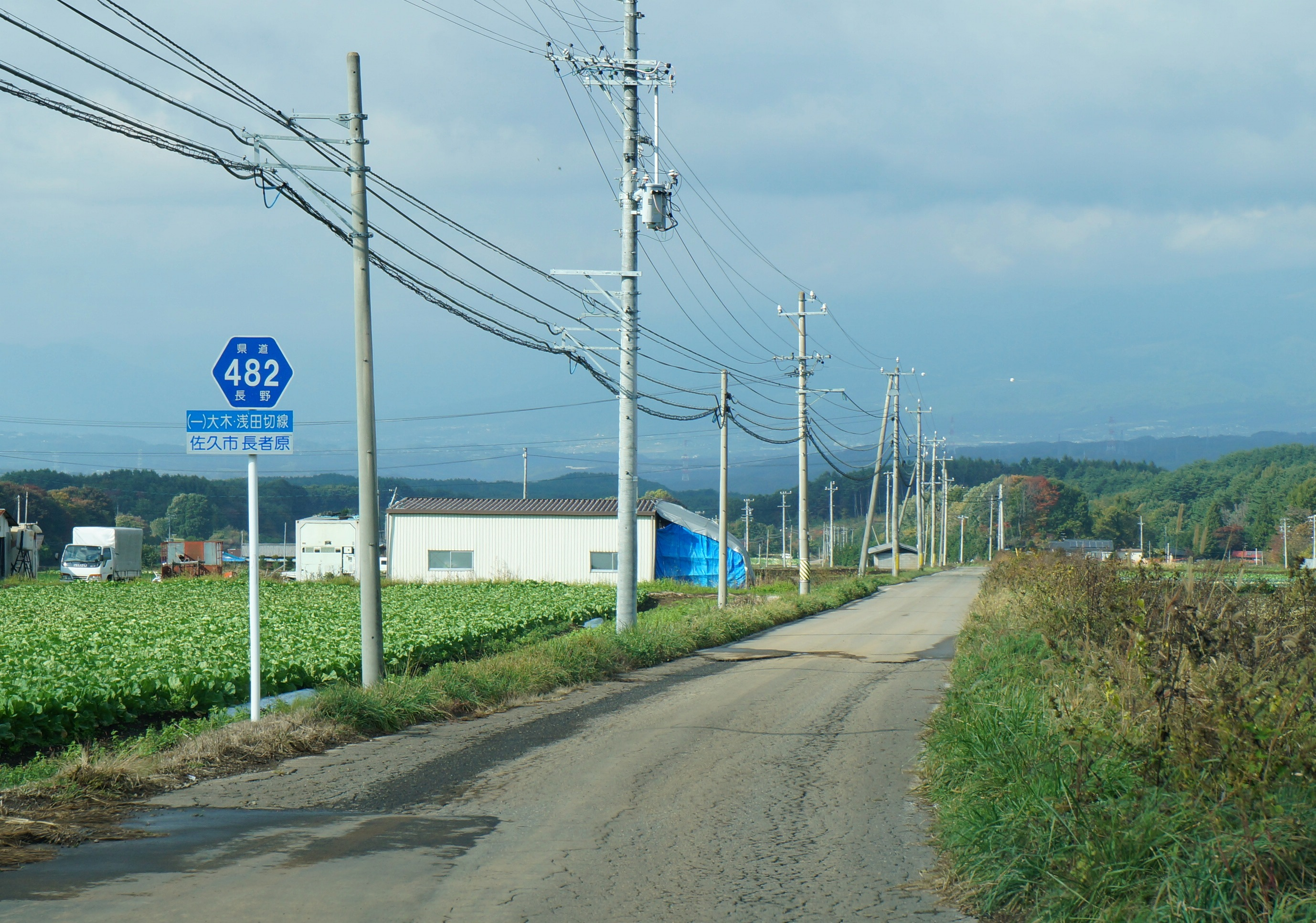
佐久市長者原（2013年10月撮影）

### 路線データ
- 起点：佐久市大字布施字大木（長野県道150号百沢臼田線交点）
- 終点：佐久市大字協和字浅田切（長野県道152号雨境望月線交点）

## 通過する自治体
- 佐久市

## 交差・接続する道路
- 長野県道150号百沢臼田線 - 佐久市大字布施字大木（起点）
- 長野県道151号湯沢望月線 - 佐久市大字春日字湯沢
- 長野県道152号雨境望月線 - 佐久市大字協和字浅田切（終点）